# Championnat d'Aruba de football 2005-2006
Navigation
Saison 2003-2004 Saison suivante
La saison 2005-2006 du Championnat d'Aruba de football est la vingtième édition de la Division di Honor, le championnat de première division à Aruba. Les dix meilleures équipes de l'île sont regroupées au sein d’une poule unique où elles s’affrontent au cours de plusieurs phases, avec des qualifications successives, jusqu'à la finale. Les deux derniers du classement sont relégués et remplacés par les deux meilleurs de Division Uno, la seconde division arubaise.
C'est le SV Estrella qui est sacré cette saison après avoir remporté la finale, face au tenant du titre, le SV Britannia. Il s’agit du douzième titre de champion d'Aruba de l’histoire du club.

## Les clubs participants
- SV Racing Club Aruba
- SV Britannia
- SV Dakota
- SV Deportivo Nacional
- SV La Fama
- SV Sportboys
- SV Caiquetio - Promu de Division Uno
- SV Estrella
- SV Independiente Caravel
- SV Estudiantes - Promu de Division Uno

## Compétition
Le barème utilisé pour établir le classement est le suivant :
- Victoire : 3 points
- Match nul : 1 point
- Défaite : 0 point

### Saison régulière
| Rang | Équipe                   | Pts | J  | G  | N | P  | Bp | Bc | Diff |
| ---- | ------------------------ | --- | -- | -- | - | -- | -- | -- | ---- |
| 1    | SV Dakota                | 37  | 18 | 11 | 4 | 3  | 30 | 18 | +12  |
| 2    | SV Estrella              | 36  | 18 | 11 | 3 | 4  | 34 | 19 | +15  |
| 3    | SV BritanniaT            | 32  | 18 | 9  | 5 | 4  | 41 | 21 | +20  |
| 4    | SV La Fama               | 32  | 18 | 9  | 5 | 4  | 20 | 10 | +10  |
| 5    | SV Racing Club Aruba     | 30  | 18 | 8  | 6 | 4  | 39 | 19 | +20  |
| 6    | SV Deportivo Nacional    | 30  | 18 | 8  | 6 | 4  | 25 | 11 | +14  |
| 7    | SV Independiente Caravel | 23  | 18 | 5  | 8 | 5  | 21 | 20 | +1   |
| 8    | SV CaiquetioP            | 14  | 18 | 3  | 5 | 10 | 14 | 25 | -11  |
| 9    | SV Sportboys             | 8   | 18 | 2  | 2 | 14 | 12 | 60 | -48  |
| 10   | SV Estudiantes'P'C       | 5   | 18 | 1  | 2 | 15 | 11 | 44 | -33  |

|  | Qualification pour la Buelta Semi-final                                         |
|  | Relégation directe en Division Uno                                              |
|  | T : Tenant du titre C : Vainqueur de la Coupe d'Aruba P : Promu de Division Uno |

### Buelta Semi-final
| Rang | Équipe        | Pts | J | G | N | P | Bp | Bc | Diff |  | Résultats (▼ dom., ► ext.) | Bri | Est | Dak | LaF |
| ---- | ------------- | --- | - | - | - | - | -- | -- | ---- |  | -------------------------- | --- | --- | --- | --- |
| 1    | SV BritanniaT | 12  | 6 | 4 | 0 | 2 | 18 | 13 | +5   |  | SV BritanniaT              |     | 5-2 | 2-6 | 2-1 |
| 2    | SV Estrella   | 11  | 6 | 3 | 2 | 1 | 14 | 11 | +3   |  | SV Estrella                | 3-2 |     | 1-1 | 4-1 |
| 3    | SV Dakota     | 5   | 6 | 1 | 2 | 3 | 11 | 12 | -1   |  | SV Dakota                  | 1-3 | 1-3 |     | 2-2 |
| 4    | SV La Fama    | 5   | 6 | 1 | 2 | 3 | 6  | 13 | -7   |  | SV La Fama                 | 0-4 | 1-1 | 1-0 |     |

|  | Qualification pour la finale |
|  | T : Tenant du titre          |

### Finale nationale
| Équipe 1    | Résultat | Équipe 2     | Aller | Retour | Appui |
| ----------- | -------- | ------------ | ----- | ------ | ----- |
| SV Estrella | 2 - 1    | SV Britannia | 1 - 0 | 1 - 4  | 2 - 1 |

## Bilan de la saison
| Championnat d'Aruba de football 2005-2006 |                            |
| Champion                                  | SV Estrella (12e titre)    |
| Coupes et trophées                        |                            |
| Vainqueur de la Coupe d'Aruba 2005-2006   | SV Estudiantes             |
| Qualifications continentales              |                            |
| CFU Club Championship 2006                | SV Britannia               |
| Promotions et relégations                 |                            |
| Promus en Division di Honor               | SV Juventud Tanki Leendert |
| Promus en Division di Honor               | SV Jong Aruba              |
| Relégués en Division Uno                  | SV Sportboys               |
| Relégués en Division Uno                  | SV Estudiantes             |